# Petra (banda)
Petra é uma banda estadunidense de rock cristão formada em 1972 pelos guitarristas e compositores Bob Hartman e Greg Hough.
"Petra" significa "rocha" em grego, e é uma alusão tanto ao estilo musical da banda (rock é o termo em inglês para rocha) como também à crença cristã na Bíblia, pois os cristãos referem-se a Jesus Cristo como A Rocha, ou como diz a Bíblia, "a pedra angular rejeitada pelos construtores".
Petra é uma banda de grande sucesso no meio cristão, tendo ganhado muitos prêmios e vendido milhões de discos. Os primeiros anos da banda no entanto foram de grande polêmica no meio cristão protestante dos EUA, pois o rock era mal visto pelos cristãos conservadores norte-americanos na época. O Petra só ganhou o sucesso e a aceitação depois de quase 8 anos no anonimato. Desde então a banda esteve constantemente na ativa até o fim de 2005, quando Bob Hartman decidiu encerrar as atividades, até que, em 2010 a banda voltou a se apresentar, lançando próximo aos 40 anos de fundação do grupo, o disco Back to the Rock com a formação dos anos 1980.
Apesar de já ter seguido muitos estilos de rock, o Petra gravou mais álbuns em Hard rock. Uma característica marcante da banda são suas letras abrangentes, que tratam tanto de crítica social e moral, como de exortação cristã e pregação da crença em Cristo. Bob Hartman foi o líder e compositor da banda durante os mais de trinta anos na estrada, e o único membro constante.

## História

### O início
A banda foi fundada pelos guitarristas e compositores Bob Hartman e Greg Hough em 1972, enquanto estudavam no Christian Training Center em Fort Wayne, Indiana, EUA.  Lá eles encontraram o baixista John DeGroff e começaram a tocar juntos. O baterista Bill Glover entrou depois na banda. O conjunto fazia parte do Jesus Movement, um movimento cristão de contrapartida ao movimento Hippie. Apesar de não ter emplacado nenhum grande sucesso durante essa época, o Petra construiu uma base sólida de fãs. O álbum de estreia que leva o nome da banda foi lançado em 1974.
No início, Hartman e Hough dividiam os vocais. Mas no próximo álbum, Come and Join Us, o então baterista auxiliar de palco Greg X. Volz foi convidado a fazer os vocais principais da banda. Volz aceitou e o grupo continuou seu caminho. Um pouco depois do lançamento desse álbum, Hough, DeGroff, e Glover deixaram a banda, e Hartman ficou sozinho com Volz, que foi um período de instabilidade. Acabou resultando no lançamento do terceiro álbum em 1979, Washes Whiter Than, enquanto Volz assumia completamente os vocais.

### Anos 1980 e o sucesso
Com o início da década de 1980, Bob Hartman recrutou o baixista Mark Kelly e o tecladista John Slick. Com a banda renovada, é gravado o álbum Never Say Die, com um som mais pesado, no estilo Hard rock. A fórmula deu certo, e o Petra emplacou nas paradas de sucesso da música gospel, com músicas sendo tocadas extensivamente nas rádios. Este álbum foi crucial para a carreira da banda, que iria terminar se o trabalho não desse certo.
O baterista Louie Weaver se juntou à banda um pouco depois do lançamento do Never Say Die. Os próximos dois álbuns seguiram o estilo Hard rock: More Power To Ya em 1982 e Not of this World em 1983. John Slick deixou a banda nessa época, sendo substituído por John Lawry. Com a entrada de Lawry, a banda gravou um álbum totalmente diferente do estilo que vinha tocando: Beat the System, lançado em 1984. Lawry utilizou pesadamente sintetizadores e baterias eletrônicas, fazendo o som da banda mudar para um Techno rock dos anos 1980.

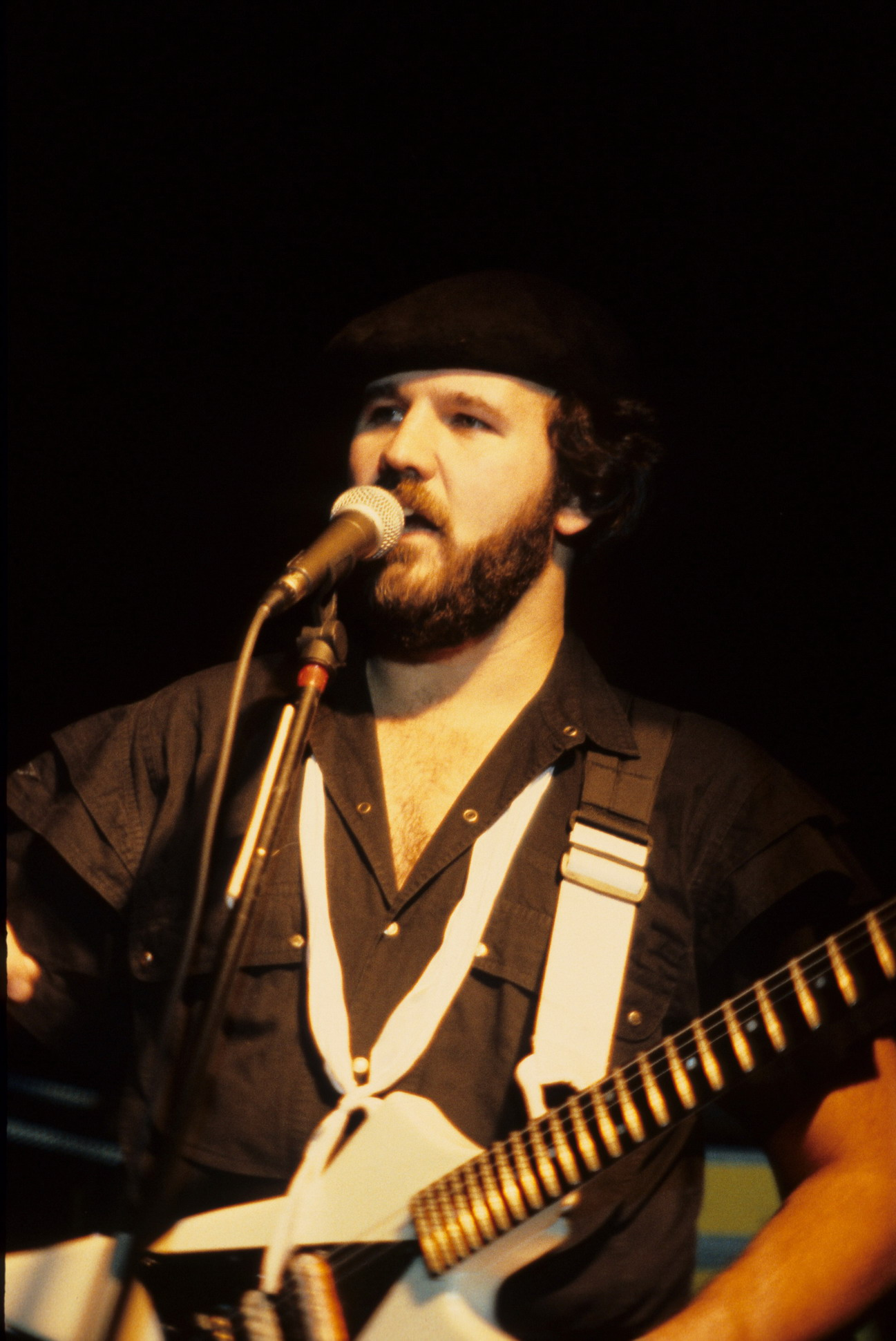
Bob Hartman num concerto em 1986.

Com o sucesso que vinha fazendo, o Petra gravou em 1985 um álbum ao vivo, o Captured in Time and Space, marcando o som dos últimos cinco anos da banda, que viria a mudar com a saída do vocalista Greg X. Volz. Volz procurava seguir carreira solo e por isso abandonou a banda [carece de fontes?]. John Schlitt, ex-vocalista da banda secular Head East foi convidado para ingressar no Petra. Com essa formação foi gravado Back to the Street em 1986 e This Means War (álbum de Petra) em 1987. Estes álbuns possuem um estilo um pouco diferente do anterior. Os teclados estão mais presentes, lembrando o som de bandas de Glam metal, como Van Halen. A voz de John Schlitt também é um grande diferencial nesta fase da banda. O baixista Mark Kelly abandonou a banda após This Means War, e para o próximo álbum foi chamado Ronny Cates para substituí-lo. O álbum On Fire! foi um sucesso, levando a banda a ganhar seu primeiro Grammy, de melhor performance gospel.
Em 1989 o grupo gravou um álbum de hinos protestantes conhecidos, chamado Petra Praise: The Rock Cries Out.

### Anos 1990
Com a formação da banda estável, Petra gravou em 1990 o álbum Beyond Belief, considerado pela maior parte dos fãs o melhor da banda. Este álbum é marcado por um som pesado e ritmado, tendo só duas baladas entre as dez faixas.
Em 1991 veio Unseen Power, com mais teclados. Em 1992 o álbum Petra Praise foi regravado com os vocais em espanhol e lançado como Petra en Alabanza.
O ano de 1993 viu o último álbum da formação mais aclamada do Petra, Wake-Up Call. Este álbum possui uma combinação de som pesado, músicas rápidas, baladas e uma ótima performance do vocalista John Schlitt. Estes três últimos trabalhos da banda (excluindo Petra en Alabanza) foram os maiores sucessos de sua carreira, todos sendo premiados com o Grammy de melhor álbum de gospel rock do ano.
Após a turnê de Wake-Up Call, John Lawry deixou a banda para se dedicar a projetos pessoais, e Bob Hartman abandonou a guitarra para se tornar o produtor e compositor da banda e ficar mais tempo com a família.
Entram então o tecladista Jim Cooper, que era técnico de John Lawry, e o guitarrista David Lichens. A banda grava e lança em 1995 o álbum No Doubt. Apesar do relativo sucesso do álbum, os dois novos membros iriam sair mais tarde devido a conflitos pessoais com John Schlitt, além do baixista Ronny Cates, devido a problemas familiares. Entra então na banda o baixista Lonnie Chapin, e a banda grava Petra Praise 2: We Need Jesus, lançado em 1997. Este trabalho foi muito bem recebido, apesar das crises na banda.
O guitarrista e tecladista Kevin Brandow  e o guitarrista Pete Orta entram na banda, dando um som totalmente novo ao álbum God Fixation, em 1998. O estilo deste álbum tende ao Pop rock contemporâneo e não agradou muito aos fãs mais antigos da banda.

### Últimos trabalhos e hiato
Em 2000 o Petra lança Double Take, um álbum com os maiores sucessos da banda em versão acústica. Apesar do descontentamento dos fãs mais antigos com as novas versões dos clássicos, o álbum levou a banda a ganhar mais um Grammy, de melhor álbum de rock cristão do ano. Kevin Brandow abandonou a banda antes da gravação desse álbum, sendo substituído por Trent Thomason. Mas todos estes jovens membros acabaram por deixar a banda após a turnê, e para piorar a gravadora rompeu com o Petra, colocando o grupo quase que num fim forçado.
Foi então que Bob Hartman decidiu entrar novamente na banda, tentando reerguê-la. Com uma nova gravadora, o Petra lança em 2001 Revival, um outro álbum de hinos de louvor. Este álbum ganhou alguma atenção para a banda, que saiu para uma turnê com os novos membros Bryce Bell (teclados), Quinton Gibson (guitarra) e Greg Bailey (baixo). A turnê obteve um bom sucesso, e a banda parecia estar renascendo das cinzas, mas mais problemas ainda viriam. Quinton Gibson e Bryce Bell deixaram a banda, e um problema interno: o baterista Louie Weaver foi mandado embora, depois de 22 anos na banda.
A banda tentou dissipar os rumores e logo entrou em estúdio para gravar Jekyll and Hyde, considerado o álbum mais pesado do Petra, lançado em 2003. O trabalho recebeu boas críticas, mas gerou pouco interesse na banda.
Então Bob Hartman, não suportando mais os recentes altos e baixos e a pouca atenção que o grupo tinha nos Estados Unidos, decide encerrar a banda no fim de 2005. Em 4 de outubro desse ano, a banda grava um show em Franklin, Tennessee, junto com os antigos integrantes John Lawry e Greg X. Volz, e lança o que seria seu último álbum: Petra Farewell (farewell significa "despedida" em inglês), que também foi lançado em DVD.

### O retorno
Em 2010, após mais de cinco anos do chamado fim da banda, o grupo voltou em atividade, lançando o álbum Back to the Rock, que trazia alguns dos maiores sucessos do Petra. O disco contou com a formação inicial dos anos 1980 (intitulada como "Classic Petra"), e recebeu elogios da crítica especializada. Ainda em 2010, o baterista argentino Chris Borneo ingressa na formação Reunion, substituindo o baterista Paul Simmons.
Em março de 2013, as páginas oficiais da banda no Twitter e Facebook anunciaram que John Schlitt e Bob Hartman ("Formação Reunion") estavam em estúdio gravando um single inédito do Petra chamado Holy Is Your Name, que faz parte da coletânea 40th Anniversary em comemoração aos 40 anos da banda. A seleção das músicas para o CD foi feita por Bob Hartman e o álbum também contou com um encarte produzido e assinado pelo próprio Bob.[carece de fontes?]
Em 22 de outubro do mesmo ano, a banda anuncia oficialmente seu retorno às atividades com John Schlitt nos vocais, Bob Hartman na guitarra, Greg Bailey no baixo e Cristian Borneo na bateria.
Em março de 2014, a banda ganha o prêmio SESAC Legacy Award, marcando a primeira vez em que esta premiação é dada no gênero de música cristã.
Em 4 de dezembro de 2017, é lançado um projeto paralelo intitulado Back to the Rock II, trazendo regravações de outros sucessos do grupo durante os anos 1980 e dando continuidade à proposta do álbum homônimo anterior. No entanto, desta vez, a formação não levaria o nome de Classic Petra, apresentando apenas o nome CPR Band. Os integrantes desta nova formação seriam: Greg X. Volz (vocal), Kirk Henderson (guitarra), John Lawry (teclados), Ronny Cates (contra-baixo) e Louie Weaver (bateria).

## Discografia

### Álbuns de estúdio
- (1974) - Petra
- (1977) - Come and Join Us
- (1979) - Washes Whiter Than
- (1981) - Never Say Die
- (1982) - More Power to Ya
- (1983) - Not of this World
- (1984) - Beat the System
- (1986) - Back to the Street
- (1987) - This Means War!
- (1988) - On Fire!
- (1989) - Petra Praise: The Rock Cries Out
- (1990) - Beyond Belief
- (1991) - Unseen Power
- (1992) - Petra en Alabanza
- (1993) - Wake-Up Call
- (1995) - No Doubt
- (1997) - Petra Praise 2: We Need Jesus
- (1998) - God Fixation
- (2000) - Double Take
- (2001) - Revival
- (2003) - Jekyll and Hyde
- (2004) - Jekyll and Hyde en Español
- (2010) - Back to the Rock

### Compilações
- (1989) - Petra Means Rock
- (1990) - War & Remembrance
- (1991) - Petrafied: The Best Of Petra
- (1991) - The Petra Collection: Baylor Religious Hour Choir
- (1992) - Petraphonics
- (1993) - Power Praise
- (1995) - Rock Block
- (1996) - The Early Years
- (1999) - The Coloring Song
- (2001) - Greatest Hits, Vol. 1
- (2002) - Still Means War
- (2003) - The Power Of Praise
- (2006) - The Praise Collection
- (2006) - The Ultimate Collection
- (2006) - The Early Years
- (2007) - The Definitive Collection
- (2013) - 40th Anniversary

### Ao vivo
- (1985) - Captured in Time and Space
- (2005) - Farewell
- (2011) - Back to the Rock Live

### Outros projetos
- (2007) - Vertical Expressions - II Guys From Petra (John Schlitt e Bob Hartman)
- (2017) - Back to the Rock II - CPR Band